# Anna Kraitz
Anna Margareta Kraitz, född 2 januari 1973 i Ängelholm, är en svensk formgivare. 

## Biografi
Anna Kraitz är dotter till keramikerna och skulptörerna Gustav och Ulla Kraitz samt syster till Cecilia Kraitz. Hon är uppvuxen på familjens konstnärsgård i Fogdarp på skånska Bjärehalvön och har studerat konst bland annat vid Konstakademien i Budapest. Efter avslutade studier vid Beckmans designhögskola i Stockholm 1999 knöt hon kontakt med Sven Lundh och möbelföretaget Källemo.
Anna Kraitz har genom åren blivit uppmärksammad för sina egensinniga möbler och porslinsföremål. Som formgivare arbetar hon med möbel- och produktformgivning i egen produktion och tillsammans med andra företag, från tekoppar till soffor. Bland hennes porslinsarbeten märks tekoppen "You" i kraftiga färger på utsidan och vit på insidan samt tekannan "Lust", där lockets knopp är utformad som plastgreppet på en vattenkran från 1970-talet och i lockets insida gömmer sig en ungerninspirerad allmogeslinga.
År 2008 erhöll hon Bruno Mathssonpriset. med motiveringen från juryn:
| ”                                                 | Anna Kraitz går sin egen väg med stark konstnärlig intuition. Genom att grundligt studera möjligheter skapar hon också sin egen frihet och tar sedan ansvar för den genom att också agera entreprenör. I hennes säkra och ofta överraskande känsla för form och funktion finns alltid en humoristisk dimension. | „ |
| – Juryns motivering för Bruno Mathssonpriset 2008 | |   |

## Bildgalleri

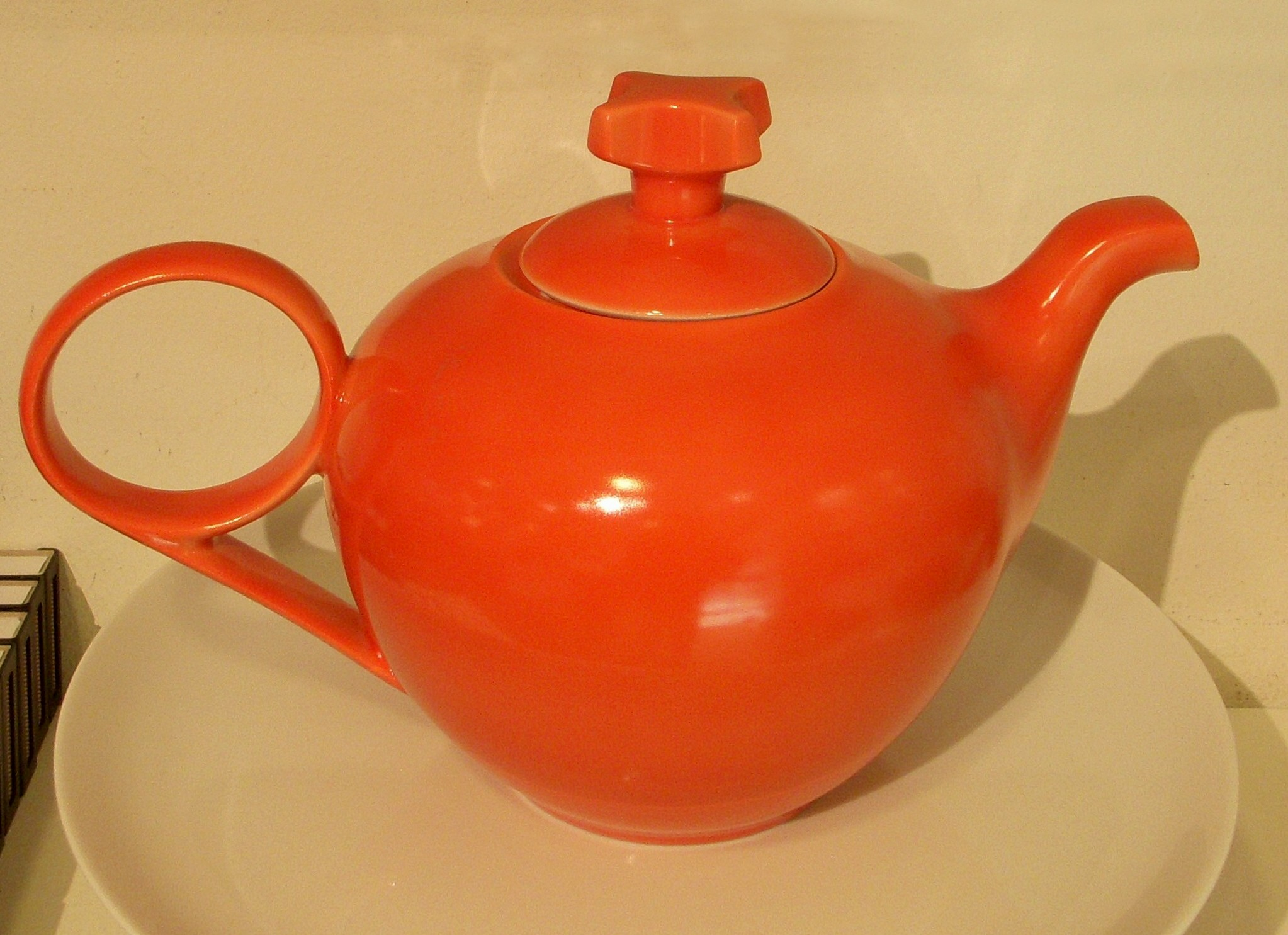
Kanna "Lust"
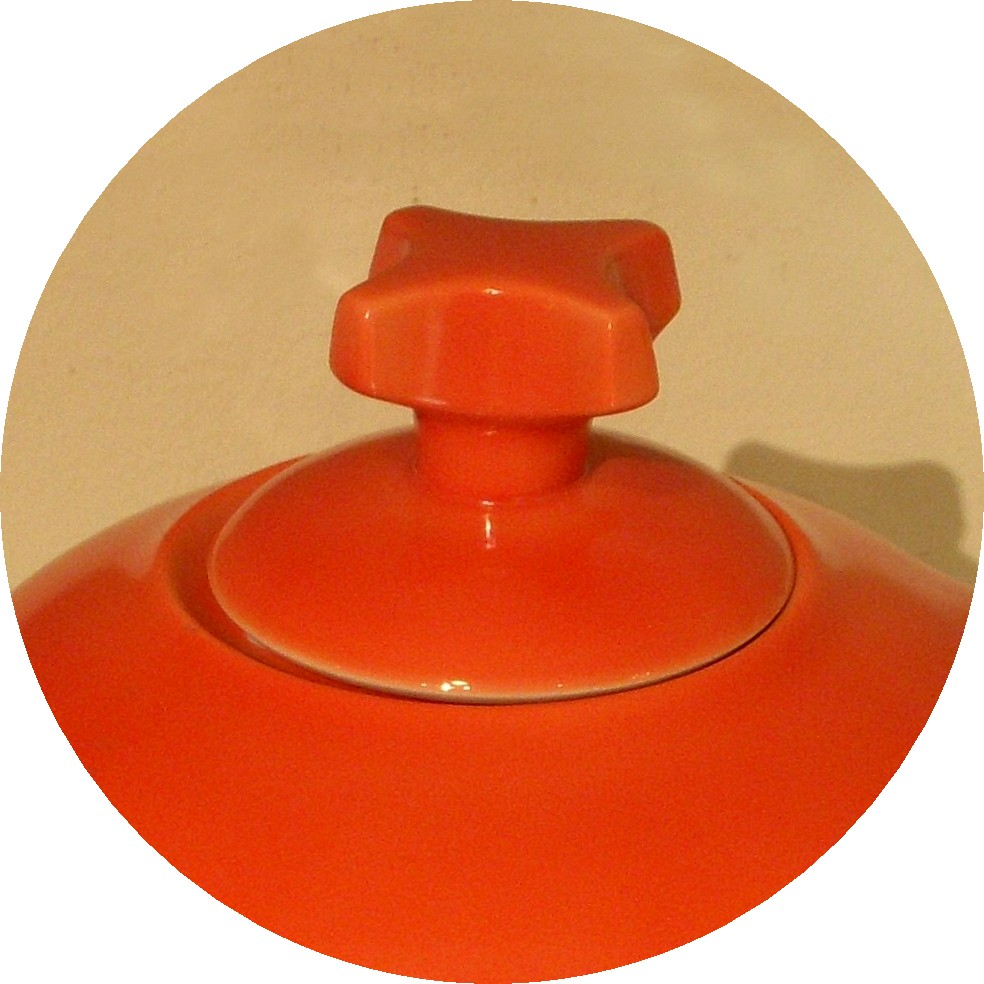
Knoppen till kanna "Lust"
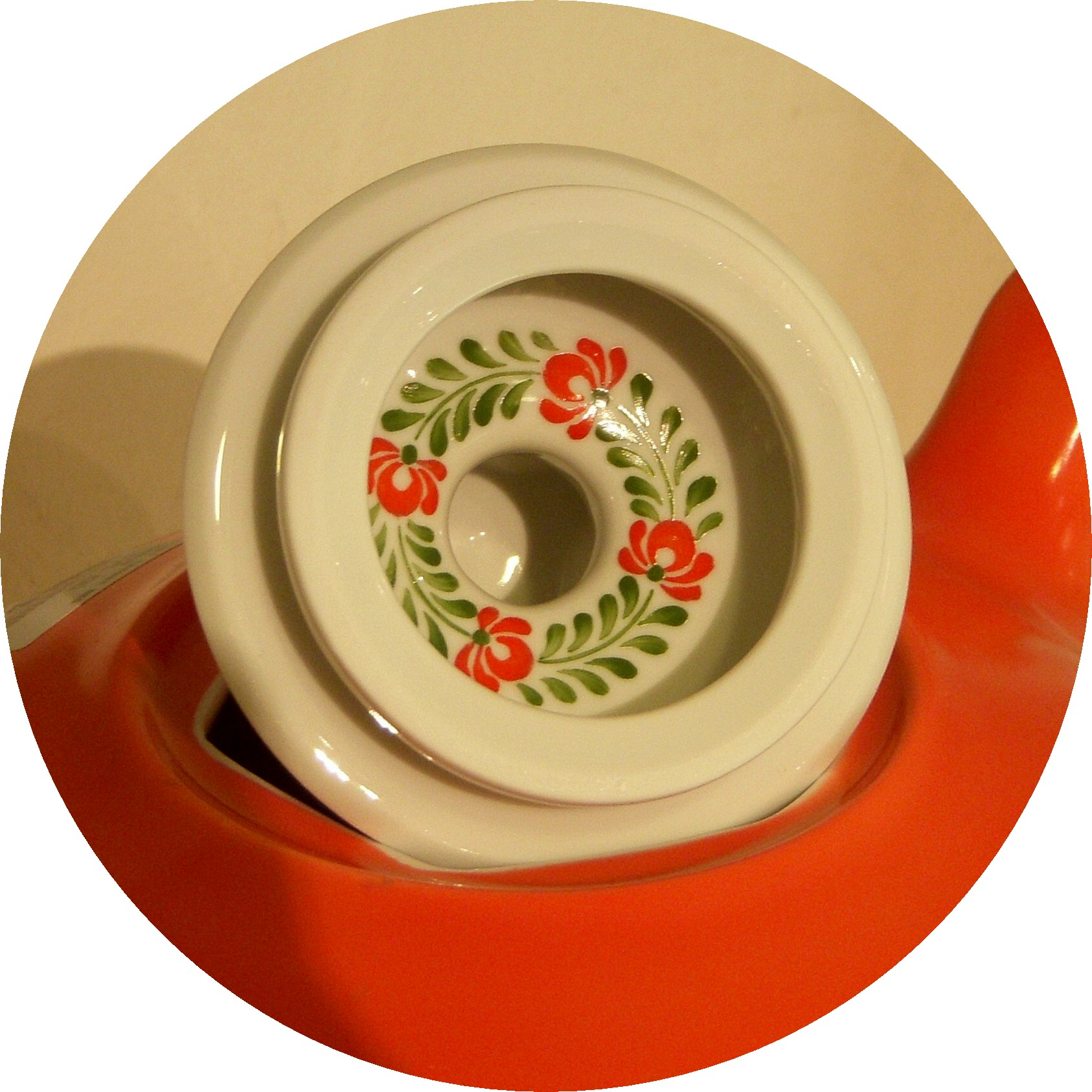
Lockets insida
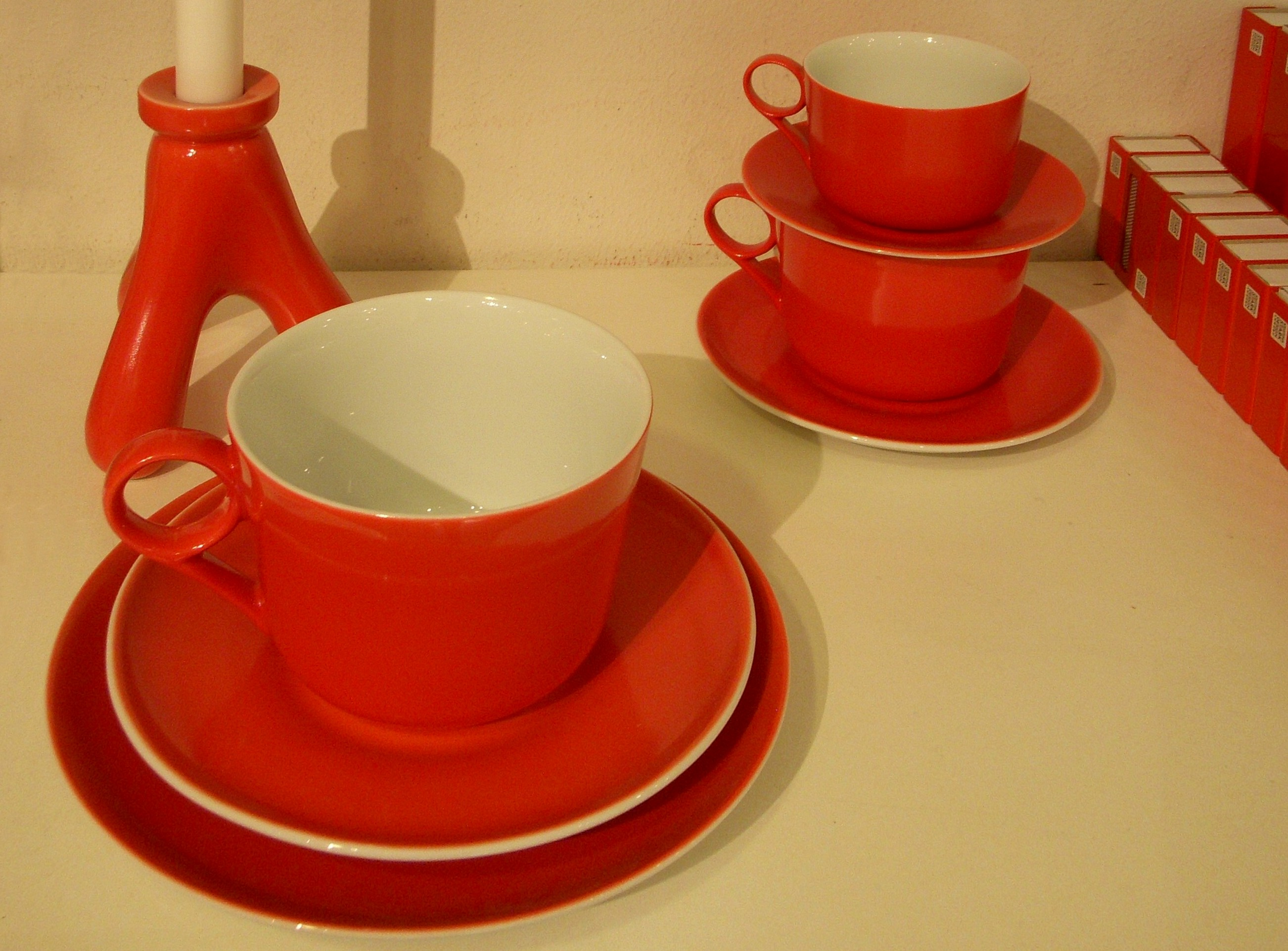
Tekoppen "You"